# Mallanaikanahalli, Dod Ballapur
Mallanaikanahalli là một làng thuộc tehsil Dod Ballapur, huyện Bangalore Rural, bang Karnataka, Ấn Độ.